# جف براون (تنیس‌باز)
 جف براون (انگلیسی: Geoff Brown؛ زاده ۴ آوریل ۱۹۲۴) یک تنیس‌باز اهل استرالیا است.